# Muschegh II. Mamikonjan
Muschegh II. Mamikonjan (auch: Mouschel II.; armenisch Մուշեղ Բ Մամիկոնյան Moušeł B Mamikonjan) war ein armenischer Adliger aus der Familie Mamikonjan. Er war Sparapet (Ober-General) ab 575 und 591 auch Marzban (Gouverneur).

## Leben
Muschegh war einer der 22 Unterzeichner beim Zweiten Konzil von Dvin und der Sohn von Hmyeak Mamikonjan, welcher selbst ein Sohn von Vard Mamikonjan war.
588 entfachte der persische General Bahram Tschobin (بهرام چوبین, Bahrām-i-Chūbīn) eine Revolte gegen den Sassaniden-Großkönig Hormizd IV. Dieser war bereits unbeliebt und wurde von den Mächtigen seines Reiches geblendet, und sein Sohn Chosrau II. wurde inthronisiert. Aber Bahram Tschobin ließ sich dadurch nicht besänftigen. Er ließ sich selbst zum König ausrufen unter dem Namen „Vahram VI.“ und marschierte nach Ktesiphon. Chosrau rettete sich nach Byzanz und versprach dem Kaiser Maurikios, ihm bestimmte Territorien abzutreten, darunter einen Teil von Armenien, im Austausch gegen militärische Unterstützung. Vahram seinerseits bemühte sich, die Nacharar' zu bestechen, unter anderem auch Mouschegh Mamikonjan, aber der Großteil der Adligen stellte sich auf die Seite von Chosrau und Byzanz, sowohl aus Treue zur Dynastie der Sassaniden, als auch aus Solidarität unter Christen.
An der Spitze eines armenischen Heeres mit 15.000 Männern schloss sich Mouschegh Mamikonjan der byzantinischen Armee an, die Vahram bei Balaroth, in der Nähe von Gandscha (im heutigen Aserbaidschan), angriff und besiegte. Vahram floh, wurde aber bald darauf ermordet. Die Beziehungen zwischen Chosrau und Mouschegh verschlechterten sich jedoch rapide. Aufgrund von Verleumdungen aus dem Umfeld von Chosrau, forderte der Perser, Mouschegh zu verhaften, dieser jedoch erschien mit einer Begleitung von vierzig Soldaten und Chosrau nahm wieder Abstand von seiner Forderung. Dennoch floh Mouschegh in seine Lehensgebiete, in ein Gebiet, welches unter byzantinischer Hoheit gelangt war, aber Maurikios reagierte nicht auf diesen Schritt, weil er die Allianz mit den Persern nicht gefährden wollte. Enttäuscht von dem untreuen Verhalten von Persern und Byzantinern legte Mouschegh seine Ämter als marzban und als sparapet nieder und zog sich auf seine Ländereien zurück. Laut Sebeos beauftragte ihn Maurikios mit einer Mission in Europa und ließ ihn nicht mehr nach Armenien zurückkehren. Dies entsprach dem Plan, die armenischen Führer aus dem Land zu locken und Armenien zu entwaffnen und zu romanisieren. Laut Christian Settipani starb er 593.

## Nachfahren
Laut Cyrille Toumanoff war Mouschegh Vater von
- Vahan I. dem Wolf († 606),
- Maria, der Frau von Vard I. Artsrouni,
- möglicherweise auch Vardan, bl. 555.

Christian Settipani dagegen vermutet, dass Vahan der Wolf eine fiktive Persönlichkeit sei, spricht Mouschegh jedoch einen weiteren möglichen Sohn, Hamasasp, zu, der 594 Nacharar wurde.